# Piscine Delange
La piscine Delange, également connue sous le nom de Piscine lyonnaise, est une ancienne piscine de la ville de Villeurbanne, en France. Construite en 1907 par l'industriel lyonnais Clément Delange, elle est la première piscine couverte du grand Lyon. 

## Historique
La politique municipale lyonnaise en matière d'installations balnéaires est, au début du XXe siècle, avant tout axée sur la construction de bains-douches. Malgré les efforts du défenseur de la natation Antoine Poulaillon pour promouvoir et sensibiliser la municipalité aux vertus hygiéniques, humanitaires et sportives de l'existence de piscines, celle-ci reste passive et refuse à se risquer dans une aventure financière dans le domaine.
La construction d'une première piscine lyonnaise vient de l'initiative privée. C'est l'industriel lyonnais Clément Delange, directeur de la société des piscines et skating lyonnais, qui impulse la construction d'une piscine couverte pour un coût total de 200 000 francs. Il est aidé dans ce projet par l'architecte Fournier et l'entrepreneur Pichon. N'étant pas en proie aux lourdeurs des procédures administratives, la piscine est construite en seulement quelques mois, durant l'année 1907. La presse annonce son ouverture pour le 22 décembre 1907, et son inauguration, parfois datée du 2 février 1908, est selon la presse une réussite totale.
Au cours de la Première Guerre mondiale la piscine est transformée en dépôt de nourriture et en hôpital. En 1920 elle est rachetée par les frères Lamour qui la transforment en music-hall où se produisent de nombreux artistes e notoriété internationale : le Palais d'Hiver. Détruit en 1988, la salle de concert a laissé place depuis 1990 à des immeubles de bureau.

## Description
La piscine Delange est située boulevard Pommerol (devenu boulevard Stalingrad), en face du parc de la Tête d'Or.
Le bâtiment compte un seul et unique bassin chauffé de 50 mètres sur 14 mètres.

## Événements
La piscine a accueilli les championnats de France de natation féminins le 21 septembre 1910.